# Rashida Obeida
Rashida Obeida (àrab: رشيدة عبيدة, Raxīda ʿUbayda) (Jerusalem, segle xx) és una activista política palestina, membre del Front Popular per a l'Alliberament de Palestina (FPAP).
A finals de la dècada de 1960, desenes de dones palestines esdevingueren actives en la lluita armada. Obeida, juntament amb Leila Khaled, foren dos exemples de militants que se sotmeteren a un rigorós entrenament militar i de guerrilla. Deixant enrere família i amistats, resistiren durs entrenaments de comando a Síria i al Líban, on aprengueren teoria revolucionària i mètodes de fabricació d'explosius. Juntament amb Amina Dahbour i Xàdia Abu Gazala, és considerada una de les tres principals fonts d'inspiració femenina de la companya de partit Leila Khaled, segons manifestà aquesta darrera.
L'any 2007 aparegué, juntament amb d'altres sis guerrilleres palestines de la dècada de 1970, com ara Amina Dahbour, Leila Khaled o Theresa Halsa, al documental Tell Your Tale, Little Bird. El llargmetratge, enregistrat l'any 1993 per la directora libanesa Arab Loutfi, exposa com aquestes dones esdevingueren icones de la lluita del poble palestí a través de les seves històries, narrades en primera persona i en format entrevista.